# Alcohol y rocanrol
Alcohol y Rocanrol es una de canción perteneciente a la banda de rock mexicana Cuca esta presenta una fuerte carga de Heavy Metal. Este tema es actualmente un ícono de esta banda pues ésta siempre ha sido coreada durante sus conciertos.
La canción se grabó entre 1992 y 1993, las letras de esta canción hablan sobre el abandono de la pareja por los problemas de alcoholismo.